# Resolutie 191 Veiligheidsraad Verenigde Naties
Resolutie 191 van de Veiligheidsraad van de Verenigde Naties was een resolutie die op 18 juni 1964 door de VN-Veiligheidsraad werd aangenomen met acht stemmen voor, geen tegen en drie onthoudingen van Tsjechoslowakije, Frankrijk en de Sovjet-Unie.

## Inhoud
De Veiligheidsraad:
- Heeft de kwestie over het rassenconflict in Zuid-Afrika dat voortvloeit uit de apartheid en dat door 58 lidstaten werd aangekaart overwogen.
- Is diep bezorgd om de situatie die ontstaat door de apartheidspolitiek, een situatie die niet in overeenstemming is met het Handvest van de Verenigde Naties en de Universele verklaring van de rechten van de mens.
- Waardeert de rapporten van het Speciaal Comité over de Apartheidspolitiek van Zuid-Afrika en de Groep van Experts.
- Herinnert aan de resoluties 181, 182 en 190.
- Is ervan overtuigd dat de situatie de internationale vrede en veiligheid blijft bedreigen.
- Betreurt dat Zuid-Afrika vorige resoluties naast zich neerlegt.
- Houdt rekening met de aanbevelingen en bevindingen van de Groep van Experts.

1. Veroordeelt de apartheidspolitiek en bijhorende wetten.
2. Herhaalt de dringende vraag aan Zuid-Afrika om gevangen opponenten van de apartheid vrij te laten.
3. Merkt de aanbevelingen en bevindingen in het rapport van de Groep van Experts op.
4. Roept Zuid-Afrika dringend op om:
a. De terechtstelling van gevangen opponenten van de apartheid af te zeggen.
b. Amnestie te verlenen aan alle gevangen opponenten van de apartheid.
c. De praktijk om mensen zonder aanklacht, bijstand op onmiddellijke berechting vast te houden af te schaffen.
5. Onderschrijft de hoofdconclusie van de Groep van Experts: alle volken van Zuid-Afrika moeten betrokken worden en over de toekomst van hun land kunnen beslissen.
6. Vraagt de secretaris-generaal om te bekijken welke bijdragen de VN hieraan kan leveren.
7. Nodigt Zuid-Afrika uit om de conclusie in paragraaf °5 te aanvaarden en diens eigen standpunt tegen 30 november mee te delen.
8. Beslist een Expertcomité op te richten voor een studie.
9. Vraagt de secretaris-generaal de te bestuderen materie te voorzien.
10. Staat het comité toe de lidstaten om medewerking te vragen en diens standpunten tegen uiterlijk 30 november in te dienen, waarna drie maanden later een rapport klaar moet zijn.
11. Nodigt de secretaris-generaal uit om een leer- en opleidingsprogramma op te zetten voor Zuid-Afrikanen in het buitenland.
12. Herbevestigt de oproep aan alle landen om Zuid-Afrika geen wapens te verkopen of leveren.
13. Vraagt de lidstaten het nodige te doen om Zuid-Afrika te overtuigen dat het zich naar deze resolutie moet schikken.

## Verwante resoluties
- Resolutie 182 Veiligheidsraad Verenigde Naties
- Resolutie 190 Veiligheidsraad Verenigde Naties
- Resolutie 282 Veiligheidsraad Verenigde Naties
- Resolutie 311 Veiligheidsraad Verenigde Naties

Lijst ·  186 ·  187 ·  188 ·  189 ·  190 ·  191 ·  192 ·  193 ·  194 ·  195 ·  196 ·  197 ·  198 ·  199